# Charalambos Ksantopulos
Charalambos „Babis” Ksantopulos (gr. Μπάμπης Ξανθόπουλος; ur. 29 sierpnia 1956 w Salonikach)  – były grecki piłkarz grający na pozycji obrońcy.
Prawie całą karierę piłkarską Ksantopulos spędził w Iraklisie Saloniki, w którym wystąpił w 283 meczach w lidze greckiej w latach 1974–1987. Ostatnie lata kariery spędził w Pierikosie (1987–1988).
Z reprezentacją Grecji, w której rozegrał 27 meczów w latach (1978–1985), uczestniczył w Mistrzostwach Europy w 1980.